# シンデレラ

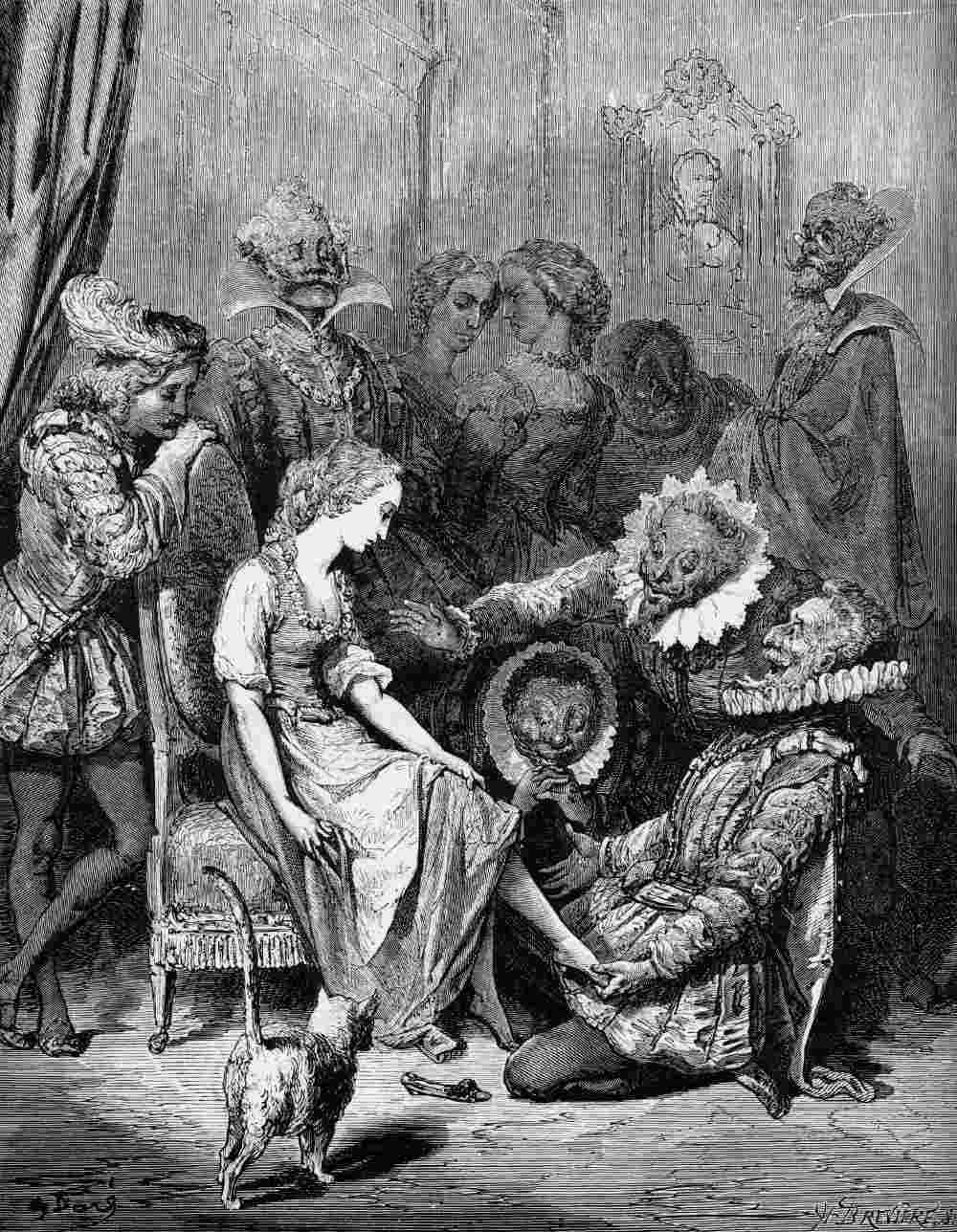
靴がピタリと合ったシーン。ギュスターヴ・ドレによるイラストレーション

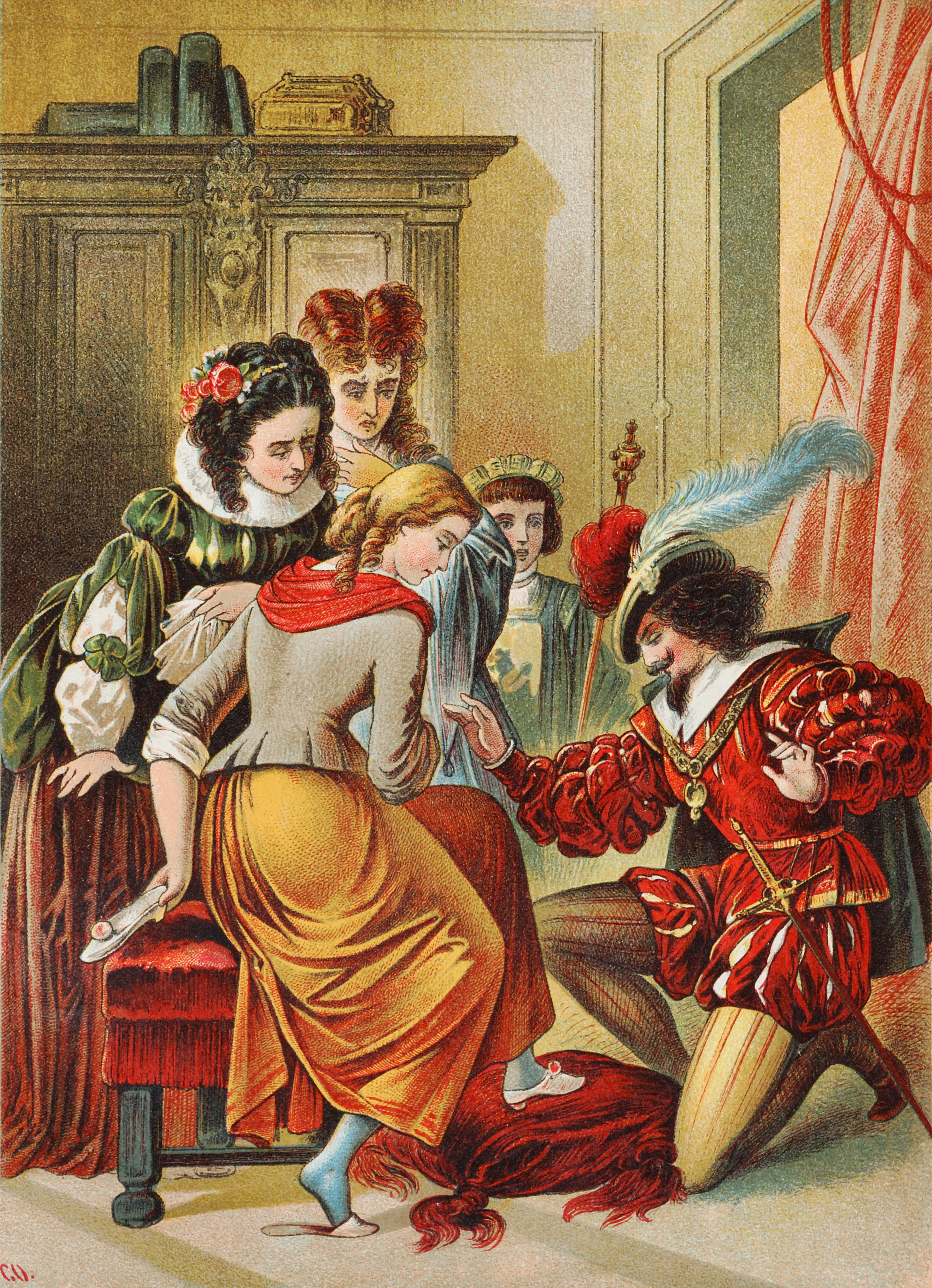
靴がピタリと合ったシーン。

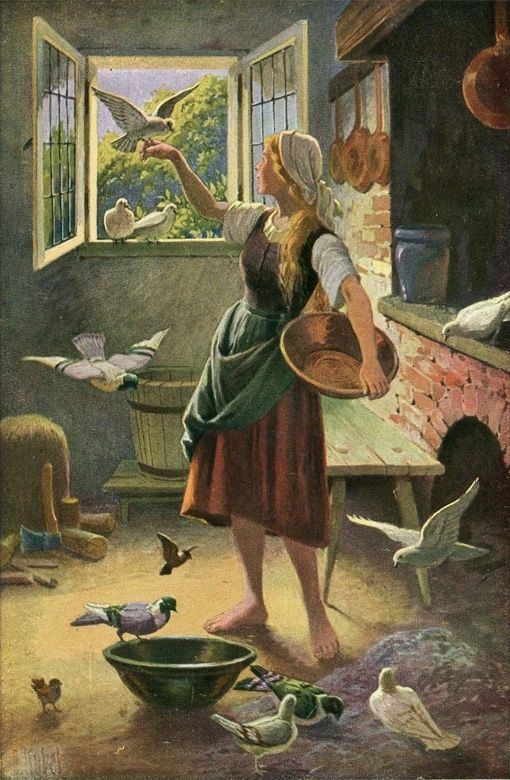
オットー・クベルのイラスト 1930年頃

シンデレラ（英: Cinderella）は、童話の一つ。また、その主人公。仏語で『サンドリヨン（仏: Cendrillon）』。和名は『灰かぶり姫』あるいは『灰かぶり』。
グリム兄弟によるアシェンプテル（Aschenputtel）（ドイツ語で先述の「灰かぶり」を意味する） 、シャルル・ペローによるものが知られているが、より古い形態を残していると考えられている作品としてジャンバッティスタ・バジーレの『ペンタメローネ（五日物語）』に採録されたチェネレントラ（Cenerentola）が挙げられる。日本の落窪物語や、中国にも唐代の小説「葉限」などの類話があるなど、古くから広い地域に伝わる民間伝承である。日本ではペロー版が有名である。
日本を含め世界的に極めて著名な作品であり、オペラ・バレエ・映画・アニメなど様々な二次作品が多数作られている。
なお、英語: cinder、フランス語: cendre、ドイツ語: Asche、イタリア語: cenereなどはいずれも「燃え殻」「灰」を意味し、上述の各作品名はこれらの派生形である。和訳名の『灰かぶり姫』もこれらを汲んだものである。

## 起源

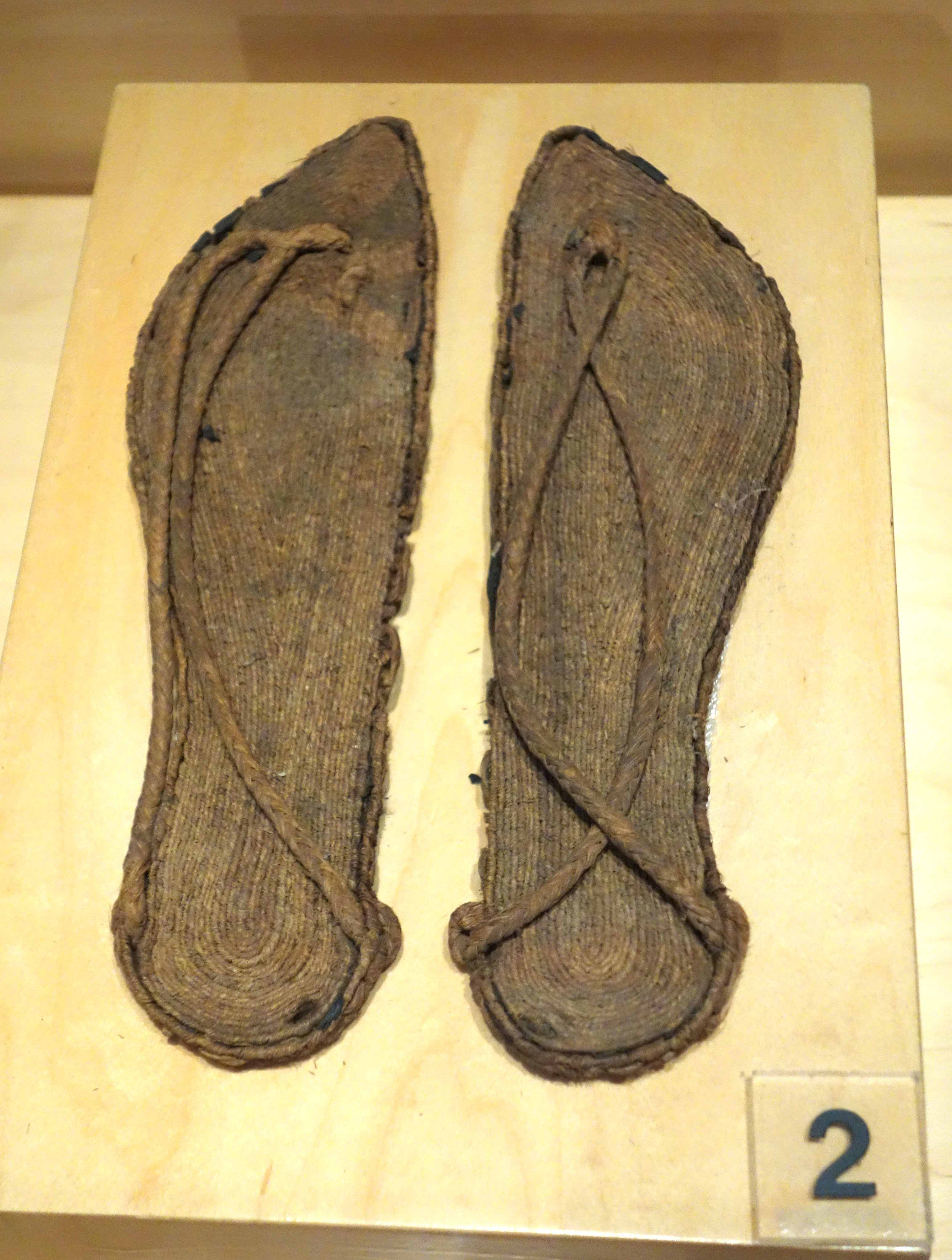
エジプトのサンダル

世界中にシンデレラのバリエーションと言える話が残っている。
現在知られている中で最も古い記録の一つに、ギリシャの歴史家ストラボンが紀元前1世紀に記録したロドピスの話がある。それは以下のような話である。
エジプトのお屋敷に、美しい女奴隷ロドピスが住んでいた。主人は優しい人だったが多くの召使いにじゅうぶん目が届かず、肌が白く外国人のロドピスは周りの女召使いからよくいじめられていた。
あるとき、ロドピスが上手に踊るのを見た主人はロドピスに美しいバラの飾りの付いたサンダルを贈った。するとほかの女召使いたちは、ロドピスに嫉妬していっそう彼女につらく当たるのだった。
その後、エジプトの王様（ファラオ）が民衆を都に招き、大きなお祭りを催した。女召使いたちはそのお祭りに出掛けていったが、ロドピスにはそのお祭りに行けないようにたくさんの仕事を言いつけた。仕方なく言いつけどおりオルモク川で服を洗っていると、バラのサンダルを誤って濡らしてしまう。そこでそれを岩の上で乾かしていると隼（はやぶさ）が持っていってしまい、それをメンフィスにいる王様の足元に落とした。その隼がホルス神の使いだと考えた王様は、国中からそのサンダルに合う足の娘を探し、見つかったら結婚すると宣言した。
王様の船がロドピスの住むお屋敷にやってくると、ロドピスははじめ身を隠してしまったが、サンダルを履かせるとぴったり合った。またロドピスが残していたサンダルの片割れも見つかり、王は宣言どおり、ロドピスと結婚した。
ロドピスについては、ストラボン以前にヘロドトス『歴史』巻2に記述されており、それによるとアイソーポスとともにサモス人のイアドモンに仕えた奴隷女であったが、その後エジプトで売春婦をしていたところ、詩人サッポーの兄のカラクソスに身請けされたという。

## あらすじ

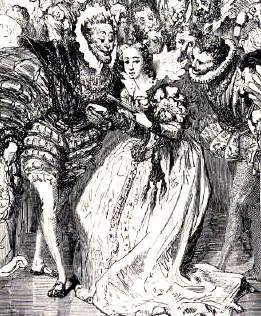
「シンデレラ」にてシンデレラと踊るチャーミング王子

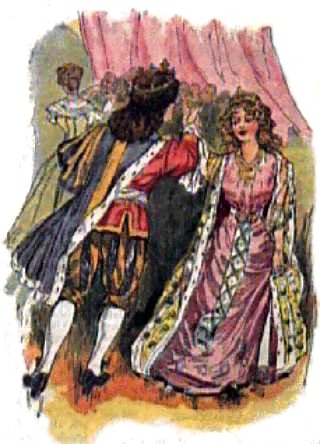
1912年発行の「シンデレラ」にてシンデレラと踊るチャーミング王子

細部は異なるものの、大筋としては以下のとおりである。
1. シンデレラは、継母とその連れ子である姉たちに日々いじめられていた（父親は作中に一度も登場しない）。
2. あるとき、城で舞踏会が開かれ、姉たちは着飾って出ていくが、シンデレラにはドレスがなかった。
3. 舞踏会に行きたがるシンデレラを、不可思議な力（魔法使い、仙女、ネズミ、母親の形見の木、白鳩など）が助け、準備を整えるが、魔法は午前零時（＝日付けが変わった瞬間）に解けるのでそれまでに帰ってくるようにと警告される[注 1]。
4. シンデレラは、城で王子に見初められる。
5. 零時の鐘の音に焦ったシンデレラは階段に靴を落としてしまう。
6. 王子は、靴を手がかりにシンデレラを捜す。
7. 姉2人も含め、シンデレラの落とした靴のサイズは、シンデレラ以外の誰にも合わなかった。
8. シンデレラは王子に見出され、妃として迎えられる。

翻訳によっては「シンデレラは本来『エラ』という名前なのだが、灰で汚れた姿を継母達が『灰まみれのエラ/シンダーエラ』と馬鹿にしてからかった事から、シンデレラと呼ばれる様になり、王子と結婚したときにエラ妃となった」という記述がつく場合もあるが、各国語のタイトル解釈を理解できればわかる通り、「エラ」が本名であるという説に根拠は無く、他言語理解が無い上に原書にあたるという過程を省いたことによる、誤訳から来た後付けの設定である。

## ペローによる『サンドリヨン』
原題は、「Cendrillon ou La Petite pantoufle de verre（サンドリヨン、または小さなガラスの靴）」。ガラスの靴を履かせ、カボチャの馬車に乗せるというモチーフを付け加えたのが、フランスの文学者シャルル・ペローであると言われている。
一般によく知られるストーリーとの相違点として、舞踏会は2晩続けて開かれ、サンドリヨン（シンデレラ）も2晩続けて行っている。
なお、ガラス（verre）の靴は仏語で同じ発音のリスの毛皮（vair）の靴をペローが誤認したという説が長年流布していたが（バルザックらも言及している）、近年のポール・ドラリュの研究によるとペロー以前に仏語圏外でもガラスの靴が登場するバージョンが確認されており、ペローは説話を正確に記録したとされている。もっとも、これに対する反論も出されており、いまだに結論は出されていない。
魔法で作り出したドレスは消えているのに、「ガラスの靴」だけが消えなかった理由として、ドレスなど他の物は「チェンジ」「トランスフォーム」と記述されているが、靴だけは「与えた」と記述されており、靴は魔法で生み出したものではないとの推測が成り立つ。

## グリムによる『灰かぶり姫』
タイトルはアシェンプテル (Aschenputtel, KHM21) 。グリム童話はペローの影響を強く受けているといわれるが、この物語に関してはペローのものよりも原話により近いのではないかといわれている。
ペローとの違いとして主に
1. 魔法使いが登場しない（当然カボチャの馬車も登場せず、代わりに白鳩が主人公を助ける）。
2. 美しいドレスと靴を持ってくるのは、母親の墓のそばに生えたハシバミの木にくる白い小鳥。
3. ガラスの靴ではなく、1晩目は銀、2晩目は金の靴である。
4. シンデレラが靴を階段に残したのは偶然脱げたのではなく、王子があらかじめピッチを塗って靴が絡め取られたから。
5. 王子が靴を手がかりにシンデレラを捜す際、連れ子の姉たちは靴に合わせるためにナイフで足（長女が爪先、次女は踵）を切り落とす。しかしストッキングに血が滲んで見抜かれる。
6. 物語の終わり、シンデレラの結婚式で姉2人はへつらって両脇に座るが、シンデレラの両肩に止まった白鳩に両目ともくり貫かれ失明する。
7. シンデレラの結婚式の日、姉たちは足を切り落とされて松葉杖の生活になり、主人は首を吊って自殺してしまう。シンデレラは彼女達が今までの報いを受けた事に満足し、うれしさに満面の笑みを浮かべた。（世にも恐ろしいグリム童話より）

などが挙げられる。
（これらの要素は初版から7つのヴァージョンを経る間に表れたり削られたりと一定ではないので、本格的に調べるうえでは注意が必要である）

## バジーレによる『灰かぶり猫』
ペローやグリムよりも以前の17世紀の南イタリアでバジーレによって書かれた灰かぶり猫（Cenerentola、1日目第6話）は、ペローやグリムよりも古い形と考えられ、両者と異なる部分がある。
1. 主人公のゼゾッラ（シンデレラにあたる）と継母（当初は裁縫の先生）は実は同志で、先生はゼゾッラに不仲であった最初の継母を殺害させ、先生が父の大公と再婚させるようにセゾッラから父に進言させ、後に継母が6人の実娘を儲けると、ゼゾッラを裏切って冷遇する[7]。
2. その後、父の大公が旅行中に継母の娘には豪華なお土産の約束をするが、ゼゾッラはただ妖精の鳩がくれる物が欲しいとだけ答える。その後、大公が妖精から授かったナツメの木の苗を土産として与えられたゼゾッラはその木を大切に育てる。
3. ナツメの木は実は魔法の木で、彼女は木の魔法によってきれいに着飾ってお祭りに参加して国王に注目される。
4. 国王の従者に追いかけられたゼゾッラは履いていたピァネッレ（17世紀のイタリアで履かれていた木靴）を落としてしまう。
5. 斎日に国王が国中すべての娘を召し出して靴を履かせた結果、ゼゾッラだけが靴に合致して王妃に迎えられる。継母の6人の娘たちがそのときの屈辱を母親に伝えたところで物語の幕を閉じる。

バジーレの作品の最大の特徴は冒頭にゼゾッラ（シンデレラ）が最初の継母に衣装箱から服を出して欲しいと頼み、顔を突っ込んだときに支えていた蓋を離して首を折って殺害する場面があることである。このシーンはグリム童話の1つである「ねずの木」と共通する側面を有している。

## 日本におけるシンデレラ
日本に「シンデレラ」が紹介されたのは1886年に「郵便報知新聞」が発表した「新貞羅」や翌1887年に菅了法翻訳による「西洋古事神仙叢話」にある「シンデレラの奇縁」がある。
1900年に坪内逍遥が本名の坪内雄蔵名義で高等小学校の教科書用に「おしん物語」の題名で書いた際はシンデレラは苦難を堪え忍んでいる姿から名前を「おしん(お辛)」とされ、魔法使いは弁天、ガラスの靴は扇、王子は若殿、魔法の効力が切れるのは夕方6時、王子と会ったのがシンデレラだと証明した方法は扇の色を当てるなど和風にアレンジされた。
以後、グリムまたはペローを底本とし翻訳したものが、日本国内で続々と刊行されていく。当初は「灰かぶり娘」（グリム／菊池寛訳）「消炭さん」（グリム／中島孤島訳）などの邦題が用いられるパターンもあった。

## 二次作品

### オペラ
- 「チェネレントラ」ロッシーニ作曲でオペラ・ブッファの傑作。原題はイタリア語。1817年にローマで初演。ガラスの靴も意地悪な継母も魔法使いも登場せず、全体的におとぎ話というより大人向けの人情喜劇となっている。
- 「サンドリヨン」ジュール・マスネ作曲のオペラ。原題はフランス語。
- 「チェネレントラ」エルマンノ・ヴォルフ＝フェラーリ作曲、1900年初演。
- 「灰かぶり姫」ボリス・アサフィエフ 作曲、1906年初演。

### バレエ
- 1940 - 41年、プロコフィエフ作曲のバレエ音楽。シンデレラ参照。
- ヨハン・シュトラウス2世作曲のバレエ「灰かぶり姫」。ウィーン国立歌劇場総監督グスタフ・マーラーの委嘱で着手されたが、未完のままシュトラウスが死去。ヨーゼフ・マイヤーの補作で完成したが、マーラーが補作の出来に満足しなかったため1901年ベルリン国立歌劇場で初演された。

### 映画
制作している国によって異なっている。
- 「シンデレラ」1899年に制作されたフランスの映画。
- 「シンデレラ」（1950年2月15日米国で公開、ディズニー作、声優アイリーン・ウッズ）。作品はミュージカル映画で、「ビビディ・バビディ・ブー」や「夢はひそかに」「これが恋かしら」などの曲を生んだ。初公開時のタイトルは「シンデレラ姫」。後に『シンデレラII』（2002年）、『シンデレラIII 戻された時計の針』（2007年）が作られた。
- 1973年の映画『シンデレラ・リバティー/かぎりなき愛』（海軍の俗語で、真夜中の12時に終了する外出時間を意味する）がある。
- 『灰かぶり姫の三つの願い』は1973年制作のチェコスロバキア・東ドイツ合作映画である。
- 「シンデレラ」1976年制作のイギリスの映画。[13]
- 「ゾールシカ（Золушка）」1979年のソビエトアニメの映画。言わばソビエト版の「シンデレラ」である。
- 「エバー・アフター」 （1998年、20世紀フォックス）ではグリム兄弟を映画中に登場させ、貴族の老女（シンデレラの玄孫）が語るフランスの王妃の物語として兄弟に聞かせる形で描かれている。ドリュー・バリモア主演。アンディ・テナント監督。
- 「シンデレラ」（2015年、ディズニー）はシンデレラ役にリリー・ジェームズ、継母役にケイト・ブランシェット、王子役にリチャード・マッデン、王の家臣役にステラン・スカルスガルド、義姉役にホリデイ・グレインジャーとソフィー・マクシェラ、そしてフェアリー・ゴッドマザー役にヘレナ・ボナム＝カーターが出演。アニメーション版を忠実に再現しているが、内容的に、より掘り下げが深く、その分、より大人向けとなっている。
- 「シンデレラ」（2021年、アマゾン・スタジオ）はシンデレラ役には映画初出演のカミラ・カベロが主演した。
- この他にも作品は世界中で映画化、映像化されている。

作品でなくても、これをモチーフにしたいわゆる「シンデレラストーリー」（後述）も多い。

### テレビ
- 「Cinderella」 1957年3月25日 CBS-TV ジュリー・アンドリュース主演 以下TV版と後節のミュージカル版のオリジナル
- 「Cinderella」 1965年2月22日 CBS-TV レスリー・アン・ウォーレン主演
- フェアリーテール・シアター 1985年8月8日 TV ジェニファー・ビールス主演で、同ドラマの1エピソードとして映像化
- 「シンデレラ」（1997年11月2日、ディズニー、ブランディ主演）。

### テレビアニメーション
1996年（平成8年）にNHK衛星第2テレビで『シンデレラ物語』（全26話）が放映された。詳細は、シンデレラ物語を参照。

### ミュージカル
1957年 CBSによって放映された、テレビによるミュージカルで、ロジャース&ハマースタインによってジュリー・アンドリュースの主演で製作された。全米で一億人以上の人が観たと言われる大ヒットとなり、数度にわたるリメイクや舞台化も行われた。代表的な歌は 『イン・マイ・オウン・リトル・コーナー』 (In My Own Little Corner) 。
日本でも何度か上演されている。
- 1986年（昭和61年）3月-4月 シアターアプルにて上演
- ： シンデレラ：伊藤つかさ、王子：乃生佳之
- 1995年（平成7年）8月 新宿コマ劇場にて上演
- ： シンデレラ：酒井法子、王子：石井一孝、妖精：久野綾希子
- 1996年（平成8年）8月 新宿コマ劇場にて上演
- ： シンデレラ：麻乃佳世、王子：石井一孝、妖精：久野綾希子
- 1997年（平成9年）8月 新宿コマ劇場にて上演
- ： シンデレラ：麻乃佳世、王子：沖田浩之、妖精：久野綾希子
- 2002年（平成14年）8月 新宿コマ劇場にて上演
- ： シンデレラ：遠野あすか（宝塚歌劇団）、王子：樹里咲穂（宝塚歌劇団） 、妖精：鳳蘭
- 2003年（平成15年）12月 梅田コマ劇場にて上演
- ： シンデレラ：遠野あすか（宝塚歌劇団）、王子：真飛聖（宝塚歌劇団）、妖精の女王：鳳蘭、王様：榛名由梨、女王様：初風諄、継母：瀬戸内美八、義姉：高汐巴、峰さを理 他
- 2008年（平成20年）8月
- ： モーニング娘。が宝塚歌劇団の専科及び卒業生を共演に迎え、新宿コマ劇場にて上演。なお、モー娘。ファン及び宝塚サイドが「リボンの騎士 ザ・ミュージカル」をやったことを機会に「面白かったのでまた別の話でやってみたい。」という熱烈な要望が出たことから実現した。
- 2016年（平成28年）12月
- ： 三越ファミリー劇場公演として、三越劇場にて上演[14]
- ： シンデレラ：安達星来、王子：渡辺和貴。

### 絵本
- 『シンデレラ ちいさいガラスのくつのはなし』（1969年、福音館書店、イラスト：マーシャ・ブラウン、訳：まつのまさこ）
- 『シンデレラ』（1985年、ポプラ社、著：平田昭吾、イラスト：羽根章悦）
- 『シンデレラ』（1988年、永岡書店、著：卯月泰子、イラスト：中井優子）
- 『シンデレラ 小さなガラスの靴』（1994年、三起商行、イラスト：東逸子、訳：天沢退二郎）
- 『シンデレラ または、小さなガラスのくつ』（1999年、ほるぷ出版、イラスト：エロール ル・カイン、訳：中川千尋）
- 『シンデレラ』（2003年、ブッキング、イラスト：高橋真琴)
- 『シンデレラ』（2007年、大日本絵画、イラスト：マシュー・ラインハート、訳：やがわけいこ）

飛び出す絵本、「とびだししかけえほん」として出版。
- 『シンデレラ』（2007年、コアマガジン、著：上崎洋一、イラスト：一美）

「ティアラ！名作劇場」としてアニメムック『ティアラ！』に収録。朗読CD（脚本：たかはた喬、シンデレラ：小清水亜美、王子：笹島かほる、朗読：山口由里子）封入。
- 『シンデレラ』（2007年、小学館、著：奥本大三郎、イラスト：宇野亜喜良)
- 『シンデレラ』（2008年、ポプラ社、著：はやのみちよ、イラスト：ぽっぷ）
- 『シンデレラ ペローとグリムのおひめさま』（2011年、学習研究社、著：八百板洋子、イラスト：高橋真琴）
- 『シンデレラ』（2013年、河出書房新社、著：梯有子、イラスト：上北ふたご）

### 楽曲
- シンデレラ - ポール・アンカ
- シンデレラ・エクスプレス - 松任谷由実（後述）
- 死の舞踏〜a romance of “Cendrillon”〜 - MALICE MIZER[注 2]
- シンデレラ・リバティ - 鈴木聖美
- ロマンチックタイム - 少年隊
- CINDERELLA - 角松敏生
- シンデレラ - スウィートボックス
- Cendrillon - Dios/シグナルP
- ルラ - n-buna（「月を歩いている」に収録）
- シンデレラソング - ストレイテナー
- かぼちゃタンデム - でんぱ組.inc
- シンデレラ - DECO*27
- Ella - いれいす（初兎のソロ曲）
- シンデレラのスープ - おかあさんといっしょの楽曲。
- シンデレラガール - King & Prince

### 小説
- 『それからのシンデレラ』（1991年、光陽出版社、著：堀田勝彦）
シンデレラの後日談という体裁で執筆された小説。

### 戯曲
- 『サンドリヨン』ジョエル・ポムラの脚本による戯曲（仏語、邦訳なし）。2011年初演。

### カクテル
ノンアルコールカクテルの一つ。サンドリヨン、もしくはサンドリオンという別名もある（どちらも Cendrillon と表記する）。
標準的なレシピ
- オレンジジュース - 60ml
- レモンジュース - 60ml
- パイナップルジュース - 60ml

作り方
1. シェイカーに材料をすべて入れる。
2. シェイクし、丸底のカクテルグラスに注ぐ。

氷を入れ、パイン・スライス、オレンジ・スライス、レモン・スライスを飾ったり、ソーダで割ってロング・カクテルのスタイルにする場合もある。

## 派生語

### シンデレラ・ストーリー
シンデレラの話を元に、惨めな境遇から、ちょっとしたことがきっかけで成功をつかんだ人（特に女性）を「シンデレラ」、出世譚を「シンデレラ・ストーリー」と呼ぶようになった。更に派生語として「シンデレラガール」「シンデレラボーイ」等がある。

### シンデレラ・エクスプレス
松任谷由実の楽曲『シンデレラ・エクスプレス』は、遠距離恋愛のカップルが週末を共にすごした後、最終列車（特に、東海道新幹線の東京駅21時0分発新大阪駅行の最終列車「ひかり289号」（1987年（昭和62年）当時）、2023年（令和5年）現在は21時24分発「のぞみ265号」）に乗って去る側と残る側に分かれる様を、深夜24時までしかいられない華やかな舞踏会の場に例えたもの。1985年に『日立テレビシティ』（TBS）で放送されたドキュメンタリー番組（歌と同様、遠距離恋愛のカップルが「ひかり」で別れる模様を映した番組であり、後のCMの原型となる）のために制作された楽曲である。なおJR東海は発足直後からしばらくこれをキャンペーンで使用したが、本来同列車は旧型の0系車両が使われるところ、日曜夜の同列車だけはそのCM通り当時新型の100系車両を使うなど、用意周到な配慮がなされていた。シンデレラ・エクスプレス (CM)も参照。

### シンデレラコンプレックス
シンデレラコンプレックスは、米国の女流作家コレット・ダウリングが1981年に提唱した概念で、この童話を元に名付けられた。

### シンデレラボーイ
シンデレラボーイは、魔法使いの力でシンデレラが舞踏会に出て、王子の目にとまってお妃に迎えられたことになぞらえ、主に男性の無名のスポーツ選手で、チャンスをつかんで急にスターダムにのし上がった選手を指す言葉。無名のボクサーから一転、ロサンゼルスで王者を破り、世界フェザー級王者になった西城正三のニックネームになった。

### シンデレラテクノロジー
シンデレラテクノロジーは久保友香（東京大学大学院情報理工学系研究科特任研究員）が提唱する概念。
メイクだけではなく、プリクラやスマートフォンのアプリを使用して自分の顔を美しく「盛れる」ようになっており、そのIT技術、テクノロジーの総称をシンデレラが舞踏会に行く前にかけられた魔法になぞらえて「シンデレラテクノロジー」と呼ぶ。

### シンデレラフィット
シンデレラフィットは、シンデレラの靴が持ち主の足にピタリと一致したように、本来は別の用途だったものが両者のサイズ等がうまく一致することで、最適な組み合わせになる様子。主に収納やアパレルなどの用語。

### シンデレラ効果
シンデレラ効果は、シンデレラのように片親だけでも血縁ではない場合、実の親だけの場合より継母や義理の兄弟姉妹から児童虐待を受ける割合が高くなる傾向を示す進化心理学の用語である。シンデレラの物語にちなんで命名された。

## 関連書籍
- アラン・ダンダス『シンデレラ: 9世紀の中国から現代のディズニーまで』池上嘉彦ほか訳（紀伊国屋書店 1991）
- 角山栄『シンデレラの時計 - 人びとの暮らしと時間』ポプラ社〈ポプラ社教養文庫 23〉、1992年4月。ISBN 978-4-591-04071-3。
  - のち平凡社ライブラリー。角山栄 『シンデレラの時計 - マイペースのすすめ』 平凡社〈平凡社ライブラリー 457 offシリーズ〉、2003年1月。ISBN 978-4-582-76457-4。
- 南方熊楠「西暦九世紀の支那書に載せたるシンダレラ物語」『東京人類学会雑誌』26巻300号（1911）。『南方熊楠全集』2巻（平凡社 1971）121-135頁
- 山田仁史「台湾のシンデレラ?」篠田知和基 編『愛の神話学』（楽瑯書院 2011）459-480頁
- 山室静『世界のシンデレラ物語』（新潮選書 1979）
- 浜本隆志『シンデレラの謎――なぜ時代を超えて世界中に拡がったのか』河出書房新社、2017年。ISBN 4309625053